# Église méthodiste unie
L'Église méthodiste unie (en anglais : United Methodist Church) est une confession méthodiste internationale. Elle s'inscrit dans la tradition du protestantisme libéral.
Elle trouve ses origines dans l'enseignement du pasteur John Wesley en Angleterre. Elle est membre du Conseil œcuménique des Églises, du Conseil méthodiste mondial et d'autres associations religieuses.

## Histoire
La future Église méthodiste unie trouve ses origines au milieu du XVIIIe siècle au sein d'un mouvement de l'Église d'Angleterre. Sur le campus de l'université d'Oxford, quelques étudiants, dont John Wesley, Charles Wesley et George Whitefield, forment un groupe qui se concentre sur la Bible, l'étude méthodique des écritures saintes et la nécessité de vivre une vie conforme aux enseignements bibliques. Surnommé « le club des saints », on les appelle également « méthodistes » à cause de la régularité et l'esprit de méthode qu'ils apportent dans leurs pratiques religieuses,.

### En Angleterre
En 1784, John Wesley se préoccupe de la pénurie de prêtres dans les colonies américaines en raison de la guerre d'indépendance américaine et il décide d'ordonner des prédicateurs pour l'Amérique en leur conférant le pouvoir d'administrer les sacrements. Cette décision précipite la scission entre les méthodistes américains et l'Église d'Angleterre, qui soutenait que seuls les évêques pouvaient ordonner des personnes au ministère.
Le méthodisme britannique se séparera quant à lui de l'Église d'Angleterre peu après la mort de Wesley.

### Aux États-Unis
De 1784 jusqu'en 1939, la plus ancienne et la plus importante dénomination méthodiste des États-Unis a été l'Église épiscopalienne méthodiste (en anglais Methodist Episcopal Church - MEC). Elle a alors fusionné avec deux églises méthodistes dissidentes (l'Église protestante méthodiste (en) et l'Église épiscopalienne méthodiste du Sud (en)) pour former l'Église méthodiste (USA) (en), qui, en 1968, a fusionné à nouveau avec l'Église évangélique unie des frères (en) pour former l'Église méthodiste unie.

### Empreinte mondiale
En 2018, dans le monde, elle compterait 6,464,127 membres et 12,866 églises.
En 2021, elle compterait 5,714,815 membres aux États-Unis.

## Croyances

### Théologie

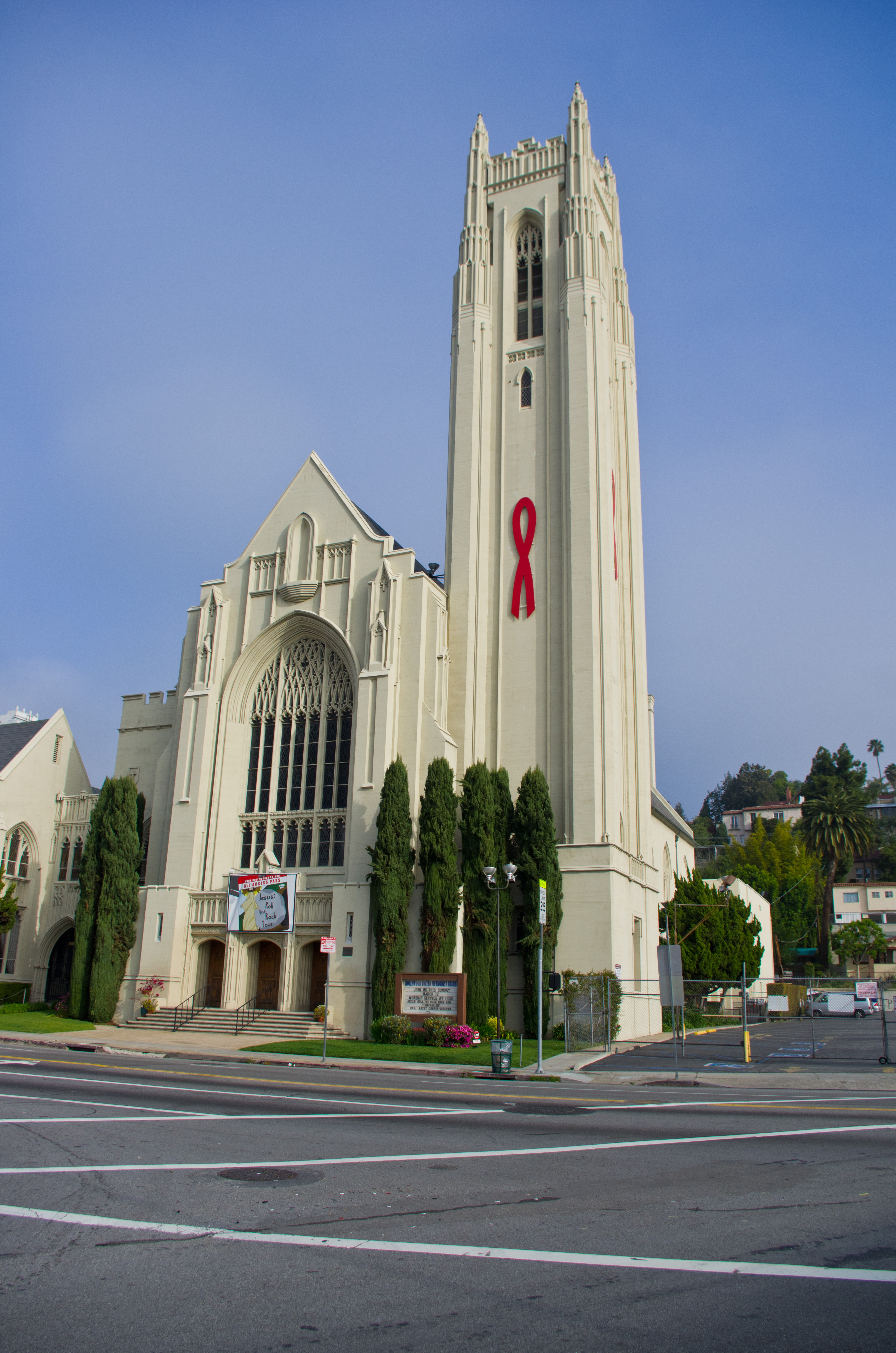
L'église méthodiste unie de Hollywood (Californie).

L'Église méthodiste unie a une confession de foi méthodiste .
- Trinité. Dieu, unique, existe en trois personnes : le Père, le Fils et le Saint-Esprit.
- Bible. Les livres de l'Ancien Testament et du Nouveau Testament sont inspirés par Dieu.
- Péché. Le péché corrompt la nature humaine et nous empêche d'être à l'image de Dieu.
- Salut par Jésus-Christ.
- Sacrements. Deux principaux sacrements sont reconnus, soit le baptême et la communion. Le pédobaptisme, soit le baptême des nouveau-nés et des jeunes enfants est également pratiqué [10]. La confirmation, l'ordination, le mariage, l'onction des malades sont également pratiqués.
- Libre arbitre. L'EMU pense que chaque individu, même « corrompu » par le péché, est libre de faire ses propres choix.
- Grâce. Dieu dispose chacun à la recevoir.

### Sacrements
Cette Église reconnaît deux sacrements principaux : le baptême et la communion. Le pédobaptisme, soit le baptême des nouveau-nés et des jeunes enfants, est également pratiqué,. La confirmation, l'ordination, le mariage, l'onction des malades sont également pratiqués, mais ne sont pas reconnus comme sacrements.

## Positions

### Peine de mort
L'Église méthodiste unie, comme d'autres Églises méthodistes, condamne la peine capitale.

### Interruption volontaire de grossesse
L'Église méthodiste unie, considérant que la vie humaine est sacrée, est peu encline à considérer l'avortement comme une pratique acceptable, sauf lorsque la vie de la mère est en danger ou que sa grossesse la met dans une position intenable. Dans ce cas, l'avortement doit se pratiquer dans des conditions sanitaires strictement établies. L'Église méthodiste encourage l'adoption des enfants nés d'une grossesse non désirée et invite les gouvernements à faciliter cette pratique.

### Alcool
Historiquement, l'Église méthodiste a soutenu les organisations de tempérance. John Wesley, son fondateur, a mis en garde contre les dangers de l'alcool dans son sermon The Use of Money et dans sa lettre à un alcoolique. De même, les ministres méthodistes prenaient l'engagement de ne pas boire et encourageaient les fidèles à faire de même. Aujourd'hui, l'Église méthodiste unie est toujours hostile à la consommation d'alcool. Au lieu de vin, elle emploie du jus de raisin non fermenté lors du sacrement de l'Eucharistie.

### Jeu de hasard
L'Église méthodiste unie s'oppose au jeu de hasard, croyant que c'est un péché qui alimente l'avarice humaine et invite les personnes à placer leur confiance dans des possessions matérielles plutôt qu'en Dieu, faisant de l'argent une idole.

## Schisme
En février 2019, les délégués de différents pays ont voté à 438 voix contre 384 afin de maintenir les règles traditionnelles de l’Église sur le mariage, interdisant ainsi une modification permettant le mariage entre personnes de même sexe.
En janvier 2020, après de multiples débats, les dirigeants de la confession ont publié une proposition ayant pour objectif de diviser l'Église en aidant à fonder une nouvelle confession conservatrice pour les églises qui ne soutenaient pas le mariage entre personnes de même sexe . L'Église Méthodiste Unie actuelle aurait une session extraordinaire pour abroger l'interdiction actuelle du mariage entre personne de même sexe.
En novembre 2020, certaines églises libérales ne souhaitant pas attendre la prochaine Conférence générale ont fondé la Liberation Methodist Connexion .
En 2022, en raison de la pandémie de COVID-19, la Conférence générale pour le lancement de la confession conservatrice a été annoncée pour 2024 . Des églises conservatrices n'ont pas voulu attendre cette date et ont fondé la Global Methodist Church en mai 2022 .
En décembre 2023, 7,659 églises américaines avaient quitté la confession depuis ces évènements, ce qui correspond à 1 église sur 4 depuis le début de la procédure .
Dans le monde, diverses conférences nationales d’églises ont quitté la confession pour cette raison; celle de Bulgarie-Roumanie en 2022, celle de Russie et de Biélorussie en 2023, celle de Côte d'Ivoire en 2024 ,.
En mai 2024, l'Église Méthodiste Unie vote par 692 voix contre 51 pour abroger une interdiction de longue date imposée au clergé LGBTQ, interdisant en outre aux surintendants d'interdire un mariage homosexuel.